# Christian Guilbert
Pour les articles homonymes, voir Guilbert.
Christian Guilbert, né le 3 janvier 1928 à Joinville-le-Pont et mort le 20 août 2014 à Toulon, est un joueur français de rugby à XV qui évolue au poste de deuxième ligne, ainsi qu'un rameur.
Son fils, Alain Guilbert, est également un joueur de rugby à XV.

## Biographie
Christian Guilbert joue pendant sa carrière de joueur de rugby à XV au sein de l'effectif du club français du Racing club de France. Il pratique également l’aviron au haut niveau.
Il tient après sa retraite sportive un hôtel-restaurant en bord de Marne[réf. nécessaire].

## Palmarès

### En rugby à XV
- Championnat de France de rugby à XV :
  - Finaliste : 1950[2].

### En aviron
- Médaillé de bronze de deux de couple aux Championnats d'Europe d'aviron 1949 avec Jacques Maillet[4].
- Champion de France à sept reprises[réf. nécessaire].